# 567 (tal)
567 är det naturliga heltal som följer 566 och följs av 568.

## Matematiska egenskaper
- 567 är ett udda tal.
- 567 är ett sammansatt tal.
- 567 är ett Polygontal.

## Inom vetenskapen
- 567 Eleutheria, en asteroid.